# Crystal Brook (ort)
Crystal Brook är en ort i Australien. Den ligger i kommunen Port Pirie City and Dists och delstaten South Australia, omkring 180 kilometer norr om delstatshuvudstaden Adelaide. Antalet invånare är 1 550.
Runt Crystal Brook är det mycket glesbefolkat, med 2 invånare per kvadratkilometer.. Crystal Brook är det största samhället i trakten. 
Trakten runt Crystal Brook består till största delen av jordbruksmark. Genomsnittlig årsnederbörd är 533 millimeter. Den regnigaste månaden är juni, med i genomsnitt 86 mm nederbörd, och den torraste är december, med 14 mm nederbörd.